# Brontok
Brontok, także Rontokbro – działające w systemie Windows złośliwe oprogramowanie (ang. malware), klasyfikowane jako robak komputerowy.
Powstało wiele wariantów tego robaka. Po raz pierwszy został odkryty w 2005 roku i przez dłuższy okres był jedną z najczęściej spotykanych form szkodliwego oprogramowania. Jako robak komputerowy rozprzestrzenia się poprzez kopiowanie własnych plików wykonywalnych, maskowanych pod domyślną ikoną folderów systemu Windows, oraz rozsyłanie listów elektronicznych ze szkodliwym kodem.
Robak Brontok pochodzi z Indonezji. Nazwa „Brontok” ma się odnosić do wojownika indyjskiego (indonez. elang brontok), gatunku ptaka zamieszkującego Azję Południową i Południowo-Wschodnią. Złowrogi program przychodzi jako załącznik do wiadomości e-mail. Same wiadomości pocztowe, a także komunikaty wyświetlane po infekcji, zawierają przesłanie moralne w języku indonezyjskim (i częściowo angielskim). Przykładowa ich treść wygląda następująco:
```
 -- Hentikan kebobrokan di negeri ini --
1. Penjarakan Koruptor, Penyelundup, Tukang Suap, & Bandar NARKOBA (Send to “NUSAKAMBANGAN”)
2. Stop Free Sex, Aborsi, & Prostitusi (Go To HELL)
3. Stop pencemaran lingkungan, pembakaran hutan & perburuan liar.
4. SAY NO TO DRUGS!!!
-- KIAMAT SUDAH DEKAT --
Terinspirasi oleh: Elang Brontok (Spizaetus Cirrhatus) yang hampir punah
By: HVM31 -- JowoBot #VM Community --
! !! Akan Kubuat Mereka (VM lokal yg cengeng & bodoh) Terkapar !! !
```